# Danala
Danala es un género de lepidópteros geométridos perteneciente a la subfamilia Ennominae, descrita por primera vez por Francis Walker en 1860.

## Descripción
El cuerpo de la polilla es bastante robusto, la probóscide corta, las antenas pubescentes y loa palpos delgados, oblicuamente ascendentes, sin sobrepasar la cabeza. Las alas son amplias y gruesas con el margen externo angulado, casi rectangular.

## Especies
Cuenta con dos especies:

| Danala | \| \| Danala laxtaria \| \| \| \| \| \| Danala lilacina \| \| \| \| |
|        | \| \| Danala laxtaria \| \| \| \| \| \| Danala lilacina \| \| \| \| |
|        | Danala laxtaria                                                     |
|        |                                                                     |
|        | Danala lilacina                                                     |
|        |                                                                     |